# Matilde Kimer
Matilde Kimer (Korsør, 23 dicembre 1980) è una giornalista danese che lavora come corrispondente estera per Danmarks Radio (DR). È nota per i suoi reportage sulla guerra russo-ucraina e ha ricevuto numerosi premi per il suo lavoro sul campo..

## Contesto ed educazione
Matilde Kimer ha studiato russo a San Pietroburgo nel 2002 e ha continuato i suoi studi russi in Danimarca. Ha frequentato la Askov High School, e ha studiato lingua e letteratura russa presso l'Università della Danimarca meridionale, parallelamente alla sua formazione di giornalista, completata nel 2007.

## Carriera
Matilde Kimer è associata a DR dal 2005, e dopo il 2014 ha lavorato principalmente dalla Russia e dall'Ucraina come corrispondente. Kimer ha pubblicato il libro "Krigen Indeni", che parla della rivoluzione ucraina e della guerra in Donbass tra gli anni 2014 e 2016. Kimer ha partecipato più volte, a "Deadline", sui temi che riguardano la Russia e l'Europa orientale nel suo complesso.
Nell'agosto 2022, è stata espulsa dalla Russia per un periodo di 10 anni fino al 2032. Il motivo non è stato rivelato, ma DR sospetta che sia correlato al tentativo del Governo della Federazione Russa di sopprimere la copertura giornalistica dell'invasione russa dell'Ucraina dello stesso anno.
Nell'agosto 2022, è stata privata del suo accredito stampa dalle autorità ucraine con l'accusa di "diffondere la propaganda russa". In sua difesa si sono schierate diverse organizzazioni di giornalisti, come la Federazione europea dei giornalisti, la Danish Union of Journalists, e il Comitato per la protezione dei giornalisti, che hanno chiesto allo stato ucraino di ripristinarle l'accredito.

## Vita privata
Kimer ha avuto un cancro ai linfonodi all'età di 14 anni e ha parlato della sua malattia in diverse interviste. È sposata con il video editor Jesper Schwartz, dal quale ha tre figli. Dal 2020 al 2022 è stata residente permanente a Mosca.

## Onorificenze
Matilde Kimer ha ricevuto il Premio Linguistico di DR nel 2015. Nel gennaio 2017, Kimer ha ricevuto il premio "Berlingske Fonds Journalist" per la sua copertura della guerra in Ucraina e dintorni.